# Galina Jurjewna Skiba
Galina Jurjewna Skiba (russisch Галина Юрьевна Скиба; * 9. Mai 1984 in Charkiw, Ukrainische SSR, Sowjetunion) ist eine russische Eishockeyspielerin, die seit 2006 beim HK Tornado in der Schenskaja Hockey-Liga unter Vertrag steht.

## Karriere
Galina Skiba 1984 in Charkiw geboren und zog später mit ihrer Familie nach Belgorod. Im Alter von 6 Jahren begann Skiba mit Eiskunstlauf, ein Jahr später wechselte sie jedoch in die Eishockeyabteilung des örtlichen Sportklubs und war damit die erste weibliche Eishockeyspielerin in Belgorod.
Im Jahr 2002 zog sie zusammen mit ihrem Bruder nach Moskau, um ihre Eishockeykarriere weiter zu führen. Sie erhielt ein Angebot von SKIF Moskau und nahm diese an. Ein Jahr nach ihrem Wechsel zu SKIF, 2003, wurde Skiba Teil der russischen Nationalmannschaft. Für SKIF spielte sie bis 2006 und wurde in dieser Zeit dreimal russischer Meister.
Im Sommer 2003 wurde ein zentraler Eishockeyklub für das russische Fraueneishockey gegründet – der HK Tornado Moskowskaja Oblast. Bei diesem erhielt sie 2006 ein Vertrag. Mit dem HK Tornado gewann sie mehrfach die russische Meisterschaft sowie den dreimal den IIHF European Women Champions Cup.

### International
Seit 2004 ist sie Stammspielerin der russischen Nationalmannschaft und nahm mit dieser an zwei Olympischen Eishockeyturnieren teil. Bei beiden Teilnahmen (2006 und 2014) belegte sie mit dem Nationalteam den sechsten Platz. Zudem gewann sie zwei Bronzemedaillen bei Weltmeisterschaften (2013 und 2016).
Wegen Dopings bei den Olympischen Spielen 2014 wurde sie im Dezember 2017 vom IOC lebenslänglich gesperrt und die Turnierplatzierung annulliert.

## Erfolge und Auszeichnungen
| - 2003 Russischer Meister mit SKIF Moskau - 2004 Russischer Meister mit SKIF Moskau - 2005 Russischer Meister mit SKIF Moskau - 2007 Russischer Meister mit dem HK Tornado - 2009 Russischer Meister mit dem HK Tornado - 2010 Gewinn des European Women Champions Cup mit dem HK Tornado - 2011 Russischer Meister mit dem HK Tornado - 2012 Gewinn des European Women Champions Cup mit dem HK Tornado - 2012 Russischer Meister mit dem HK Tornado | - 2013 Gewinn des European Women Champions Cup mit dem HK Tornado - 2013 Russischer Meister mit dem HK Tornado - 2013 Bronzemedaille bei der Weltmeisterschaft - 2014 Gewinn des European Women Champions Cup mit dem HK Tornado - 2015 Russischer Meister mit dem HK Tornado - 2016 Russischer Meister mit dem HK Tornado - 2016 Bronzemedaille bei der Weltmeisterschaft - 2017 Russischer Meister mit dem HK Tornado |

## Karrierestatistik
Quelle: eliteprospects.com, eurohockey.com, tornadoclub.ru; (Legende zur Spielerstatistik: Sp oder GP = absolvierte Spiele; T oder G = erzielte Tore; V oder A = erzielte Assists; Pkt oder Pts = erzielte Scorerpunkte; SM oder PIM = erhaltene Strafminuten; +/− = Plus/Minus-Bilanz; PP = erzielte Überzahltore; SH = erzielte Unterzahltore; GW = erzielte Siegtore; 1 Play-downs/Relegation; Kursiv: Statistik nicht vollständig)